# Bota Caucana
|  |

Subregiones del Cauca.

La Bota Caucana es un saliente del departamento colombiano del Cauca, localizado entre los departamentos de Caquetá, Huila, Nariño y Putumayo. 
Administrativamente se encuentra dividida entre los municipios de San Sebastián, Santa Rosa y Piamonte, todos perteneciente al Sur caucano.

## Características
La Bota Caucana debe su nombre a la forma su territorio. Está situada en la vertiente oriental de la cordillera andina, a lo largo de la cabecera del río Caquetá. En su parte baja pertenece a la Amazonía colombiana.
El saliente fue creado a principios del siglo XX, tras la fragmentación del Estado Soberano del Cauca. En su momento, la Bota Caucana sirvió como corredor entre el departamento de Popayán y sus dominios amazónicos.
La población de la Bota Caucana es de alrededor de 30 mil habitantes, la mayoría de ellos campesinos. La región se extienden por distintos pisos térmicos, permitiendo la ganadería y el cultivo de productos como el café, la caña, el plátano, la papa, el trigo y el chontaduro. Otra actividad económica importante es la extracción de petróleo.
Por su posición estratégica, la parte baja de la Bota Caucana es una importante ruta del narcotráfico y ha sufrido directamente los efectos del conflicto armado colombiano.
La cercanía geográfica y económica a Mocoa ha llevado a que se proponga la anexión del municipio de Piamonte al departamento del Putumayo. Actualmente Piamonte y una parte de Santa Rosa (corregimiento San Juan de Villalobos) pertenecen a la Diócesis católica de Mocoa-Sibundoy.

## Parques naturales en la Bota Caucana
- Parque nacional natural Complejo Volcánico Doña Juana-Cascabel
- Parque nacional natural Serranía de los Churumbelos Auka-Wasi